# Sonia Abián
Sonia Abián Rose (* 1966 in Posadas) ist eine argentinische Künstlerin. Ihre Arbeiten wurden auf einer documenta-Ausstellung gezeigt.

## Leben
Sonia Abián wuchs in Argentinien auf und begann ihre künstlerische Arbeit als Malerin. Später kam auch Aktionskunst, Videoarbeiten und Konzeptkunst hinzu. Ihre erste internationale Ausstellungsbeteiligung fand 2002 bei der Gwangju Biennale in Südkorea statt. Die Themen ihrer Arbeit sind oft politisch: In der Video-Installation The Possible Gesture (2004) läuft Abián durch die Straßen ihrer Heimatstadt Posadas, und verschenkt T-Shirts, die mit leeren Versprechungen von argentinischen Politikern bedruckt sind. Ihre Arbeit Aparato Barrio (zusammen mit Carlos Piegari, ebenfalls 2004) ist eine Analyse der Lebensbedingungen in einem argentinischen Barrio in Form von Bildern, Liedern und Geschichten. Abián lebt und arbeitet in Barcelona. 2010 war sie Dozentin bei der Internationalen Sommerakademie für Bildende Kunst Salzburg.

## Teilnahme an Gruppenausstellungen (Auswahl)
- 2003: 24/7: Wilno – Nueva York (visa para), Contemporary Art Center Vilnius (CAC), Vilnius.[1]
- 2004: The Optimistic Mood: a foundation for action, Reg Vardy Gallery, University of Sunderland. Gezeigt wurde eine Dokumentation der Arbeit The Possible Gesture.[2]
- 2004: Ex Argentina – Schritte zur Flucht von der Arbeit zum Tun – zusammen mit Carlos Piegari, Museum Ludwig, Köln.[3]
- 2004–2005: DIE REGIERUNG – How do we want to be governed?, gezeigt im MACBA, Barcelona,[4] danach im Miami Art Central, Miami,[5] in der Wiener Secession, Wien,[6] und im Witte de With, Rotterdam.[7]
- 2007: documenta 12, Kassel. Gezeigt wurde die Arbeit Das Konzentrationslager der Liebe (2007) unter Verwendung von Aquarellen des Auschwitz-Überlebenden Władysław Siwek.[8][9]